# Theremino System
Theremino System è un sistema modulare open source, nato in Italia nel 2010. Con i suoi componenti hardware e software si possono collegare sensori e attuatori ai PC, ai notebook, ai tablet e agli smartphone. Il sistema si comporta come un "Soft PLC" e gestisce i trasduttori attraverso le porte USB, la rete locale e Internet. La particolarità del sistema è di poter misurare e controllare grandezze fisiche di qualsiasi tipo, anche senza conoscere la programmazione.

## Organizzazione del sistema
Numerose applicazioni modulari, tutte gratuite e open source, coprono le più comuni operazioni di automazione, dagli strumenti musicali elettronici come ad esempio il Theremin, alla decodifica di segnali radio, alle misurazioni didattiche e scientifiche, come in campo geofisico.
Il sistema è sostenuto da una comunità di appassionati che fanno ricerca e divulgazione elettronica senza fini di lucro, distribuiti in tutto il mondo. Tutto il software è gratuito e l'hardware può essere costruito DIY. Il sito Theremino non accetta pubblicità e non vende nulla, ma alcuni componenti possono essere acquistati, già montati e collaudati, da produttori cinesi o su eBay.